# Phalaenopsis mannii
Phalaenopsis mannii es una orquídea del género de Phalaenopsis de la subfamilia Epidendroideae de la familia Orchidaceae. Nativas del sudoeste de Asia.

## Descripción
Es una planta epífita pendular que crece en los valles tropicales en alturas de 500 a 1500 metros en los húmedos bosques siempreverde con sotobosque denso, cerca de arroyos y ríos en el corcho bruto de los árboles, aunque no haya mucha caída de lluvia. Crecen mejor sobre corcho o helechos arborescentes, debido a su hábito colgante con un corto tallo envuelto en 4 a 5 hoja imbricadas, oblongo-lanceoladas a oblongo-liguladas, brillntes, carnosas, ápice agudo y  de color verde. Les gusta la sombra y zonas con alta humedad, florece en una delgada, inflorescencia pendular de 45 cm de largo, en racimo o rara vez en panícula, laxa con muchas flores [70] en la inflorescencia que es tan larga como las hojas con las pequeñas brácteas aovado-lanceoladas, fragantes, cerosas.

## Hábitat
Su tamaño es entre pequeño y mediano y, se desarrolla bajo temperaturas cálidas; las especies son epífitas y se encuentran a través del Himalaya oriental, India, Assam, Nepal, Bután, Sikkim, Birmania, en el sur de China y Vietnam

## Taxonomía
Phalaenopsis mannii fue descrita por Heinrich Gustav Reichenbach y publicado en The Gardeners' Chronicle & Agricultural Gazette 902. 1871.
Etimología
Phalaenopsis: nombre genérico que procede del griego phalaina = “mariposa” y opsis = “parecido”, debido a las inflorescencias de algunas especies, que recuerdan a mariposas en vuelo. Por ello, a las especies se les llama “orquídeas mariposa”.
mannii: epíteto
Sinonimia
- Phalaenopsis boxalli Rchb.f 1883;
- Polychilos mannii (Rchb. f.) Shim 1982[3]